# Canton du Diamant
Le canton du Diamant est une ancienne division administrative française située dans le département et la région de la Martinique.

## Géographie
En Martinique, le canton du Diamant correspondait à la seule commune du Diamant dans l'arrondissement du Marin.

## Histoire
À la suite des élections territoriales de décembre 2015 concernant la collectivité territoriale unique de Martinique, le conseil régional et le conseil général sont remplacés par l'assemblée de Martinique. De fait, les cantons disparaissent.

## Administration
| Période                                                 | Période       | Identité         | Étiquette     | Qualité |
| ------------------------------------------------------- | ------------- | ---------------- | ------------- | --- |
| 1958                                                    | 1988          | Armand Ribier    | SFIO puis UDR | Maire du Diamant (1953-1988)                                                                                          |
| 1988                                                    | 2008          | Serge Larcher    | app. PS       | Professeur de lettres Vice-président du conseil général (2001-2004) Sénateur (2004-2017) Maire du Diamant (1988-2008) |
| 2008                                                    | décembre 2015 | Gilbert Eustache | RDM           | Ingénieur du contrôle aérien Maire du Diamant depuis 2008                                                             |
| Les données antérieures ne sont pas encore mentionnées. |               |                  |               | |

## Composition
Le canton du Diamant se composait uniquement de la commune du Diamant et comptait 5 983 habitants (population municipale) au 1er janvier 2012,.

## Démographie
| 1961 | 1967  | 1974  | 1982  | 1990  | 1999  | 2006  | 2009  | 2012  |
| ---- | ----- | ----- | ----- | ----- | ----- | ----- | ----- | ----- |
| -    | 2 246 | 2 007 | 2 384 | 3 343 | 3 958 | 5 397 | 6 109 | 5 983 |